# Fleurs du mal (album)
Fleurs du mal è il primo album in studio del gruppo musicale italiano Fleurs du Mal, pubblicato come LP in vinile nel 1989.

## Descrizione
Album d'esordio autoprodotto, pubblicato in vinile come LP nel Dicembre del 1989 su etichetta discografica White Lady, è stato registrato in due fasi e con due formazioni diverse: tutti i brani del primo lato dell'album sono stati registrati nel luglio 1989 allo studio OASI a Roma con Massimo Terracini e Ermanno Ghisio Erba, mentre tutti i brani del secondo lato sono stati registrati allo Studio Pollicino a Roma con Marco Lecci nel dicembre 1985. Contiene 10 brani originali, quattro in italiano, quattro in inglese e due strumentali.

## Tracce
Testi e musiche di Fleurdumal.
1. Boogie Babe – 3:55
2. Pain of Love – 5:03
3. Jungle Soul – 2:50
4. Pretty Black Woman – 4:14
5. Il Mare – 2:40
6. Ritmo&Blues – 4:00
7. Alice – 4:53
8. Attimi – 4:02 (testo: Leonardo Svidercoschi – musica: Fleurdumal)
9. Notti Senza Fine – 6:38
10. Chiaia di Luna – 2:27

### Lato A (1989)
1. Boogie Babe – 3:55
2. Pain of Love – 5:03
3. Jungle Soul – 2:50
4. Pretty Black Woman – 4:14
5. Il Mare – 2:40

### Lato B (1985)
1. Ritmo&Blues – 4:00
2. Alice – 4:53
3. Attimi – 4:02
4. Notti Senza Fine – 6:38
5. Chiaia di Luna – 2:27

Testi e Musiche composti da Fleurdumal -  tranne "Attimi" testo di Leonardo Svidercoschi / musica di Fleurdumal

## Formazione

### Gruppo 1989 (lato A del disco)
- Stefano Iguana - voce, chitarra, slide guitar, pianoforte su Boogie Babe , cowbell su Pain of Love, triangolo su Pretty Black Woman
- Walter Voltolini - basso
- Euro Bennati - batteria

### Gruppo 1985 (lato B del disco)
- Stefano Iguana - voce, chitarra
- Walter Voltolini - basso, cori, digital cowbell su Notti Senza Fine
- Julian Lechner - sax tenore
- Andrea Manca- batteria